# Aleksander Szeptycki (1938–2020)
Aleksander Maria Szeptycki (ur. 31 stycznia 1938 we Lwowie, zm. 20 sierpnia 2020 w Warszawie) – polski specjalista w zakresie mechanizacji rolnictwa, prof. dr hab inż..

## Życiorys
Jego rodzicami byli Jan Kazimierz hr. Szeptycki (1907-1994) i Anna Maria z hr. Dzieduszyckich Szeptycka (1914-2008). Był wnukiem Aleksandra Szeptyckiego z Łaszczowa i Łabuń oraz praprawnukiem Aleksandra Fredry.
Absolwent Wydziału Maszyn Roboczych i Pojazdów Politechniki Warszawskiej. 10 października 1979 obronił pracę doktorską Zagadnienia automatycznego sadzenia ziemniaków podkiełkowanych sadzarką uniwersalną, 12 kwietnia 2002 habilitował się na podstawie pracy zatytułowanej Efektywność postępu technicznego w technologiach towarowej produkcji ziemniaków. 18 kwietnia 2005 nadano mu tytuł profesora w zakresie nauk rolniczych.

## Praca zawodowa
Od 5 marca 1962 roku do 20 sierpnia 2020 roku pracował w Instytucie Budownictwa Mechanizacji i Elektryfikacji Rolnictwa (IBMER) w Warszawie, obecnie jest to Instytut Technologiczno – Przyrodniczy (ITP) w Falentach.
- 1964 – asystent
- 1965 – starszy asystent
- 1969 – adiunkt, kierownik pracowni
- 1987 – adiunkt, kierownik zakładu
- 1990 – dyrektor Instytutu
- 2005 – z-ca dyrektora Instytutu ds. naukowych
- 2015 – sekretarz naukowy

Członek Rady Naukowej Instytutu od 2002 roku, a od 2010 roku jej wiceprzewodniczący.

## Członkostwo w organizacjach naukowych i zawodowych
- Sekretarz Komitetu Techniki Rolniczej PAN[2]
- Polskie Towarzystwo Inżynierii Rolniczej, członek prezydium
- Eur Ag Eng (European Association of Agricultural Engineering) – w latach 1994-2002 Członek  Rady Zarządzającej
- Central  and East European Conference of  Agric. Engng – porozumienie instytutów inżynierii rolniczej – inicjator i członek Komitetu Sterującego
- EAPR (European Association for Potato Research) – członek w latach 1992–2010
- Akademia Inżynierska w Polsce – członek założyciel
- Fundacja Wspomagania Wsi – przewodniczący rady fundacji
- Fundacja Rodu Szeptyckich – przewodniczący rady fundacji[1]

## Życie prywatne
Żonaty, miał córkę i dwóch synów.
Zmarł 20 sierpnia 2020 w Warszawie. Został pochowany na cmentarzu rodzinnym w Łabuniach.